# Binder Jetting

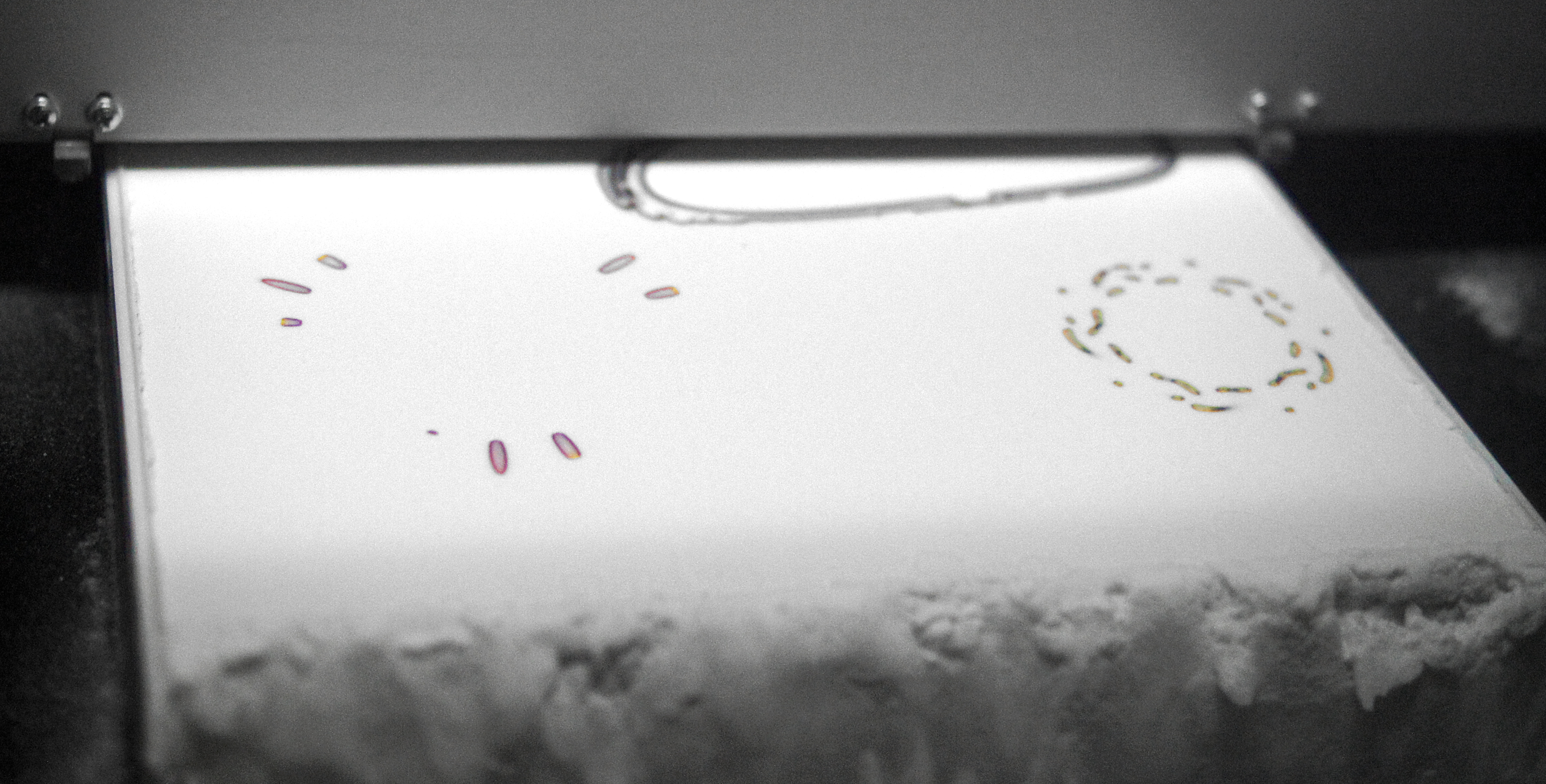
Schichtweiser Aufbau eines bunten Objekts (hier Blumenblüten)
(ProJet-4500 von 3D Systems)

Röntgenbild von normalen Metall- und Agglomeratpartikeln während des Binder-Jetting-Prozesses; verwendetes Pulver 9µm-Edelstahl 316. Man beachte die großen, kreisförmigen Agglomeratpartikel: sie führen zu einer Verarmung des Pulverbettes.

Das Binder Jetting (früher auch 3D-Drucken), auch bezeichnet als Freistrahl-Bindemittelauftrag, ist ein additives Fertigungsverfahren, bei dem pulverförmiges Ausgangsmaterial an ausgewählten Stellen mit einem flüssigen Bindemittel verbunden wird, um so Werkstücke zu erzeugen.

## Geschichte
Das Verfahren geht auf Entwicklungen des Massachusetts Institute of Technology (MIT) zurück. Dort wurde in den frühen 1990er Jahren eine Maschine gebaut, die auf einem Tintenstrahldrucker basiert und statt Tinte auf das Papier, das Bindemittel auf das Pulver verschoss. Das MIT erhielt auch ein Patent auf das Verfahren. Die Bezeichnung „3D-Drucken“ wird jedoch auch häufig als generische Bezeichnung für alle additiven Fertigungsverfahren benutzt, insbesondere im Marketing und in öffentlichen Medien. Im Gegensatz dazu ist in der Fachliteratur damit meist das in der VDI 3405 genormte Verfahren gemeint.
Mehrere Unternehmen kauften Lizenzen vom MIT und entwickelten eigene Drucker. Dazu zählen ExOne, die 2012 von 3D Systems erworbene Z Corporation (Z Corp.) und Voxeljet.

## Verfahrensprinzip
Beim Binder Jetting werden die Werkstücke schichtweise aufgebaut. Aus 3D-Daten (z. B. CAD-Daten) wird die zu erzeugende Geometrie jeder einzelnen Schicht berechnet. Beim Binder Jetting wird auf einen höhenverstellbaren Tisch eine Pulver- oder Granulatschicht aufgebracht und mittels Bindemittel an den Stellen verklebt, die zum Werkstück zählen. Dazu wird ähnlich wie bei einem gewöhnlichen Tintenstrahldrucker ein Druckkopf verwendet, der statt Tinte das Bindemittel aufbringt. Unbedrucktes Material verbleibt lose in der Schicht und bildet ein stützendes Pulverbett. Anschließend wird der Tisch um eine Schichtdicke abgesenkt und eine neue Pulverschicht aufgebracht. Dies wird so lange wiederholt, bis das Werkstück vollständig entstanden, aber noch vom umgebenden Pulver verborgen ist. Danach wird das überständige Pulver zur Weiterverwendung zurückgeführt, das Werkstück aus dem Drucker geholt und von Pulverresten befreit.
Das Verfahrensprinzip ähnelt damit dem selektiven Laserschmelzen, bei dem ein Metallpulver durch einen Laser örtlich geschmolzen wird.

## Anlagentechnik

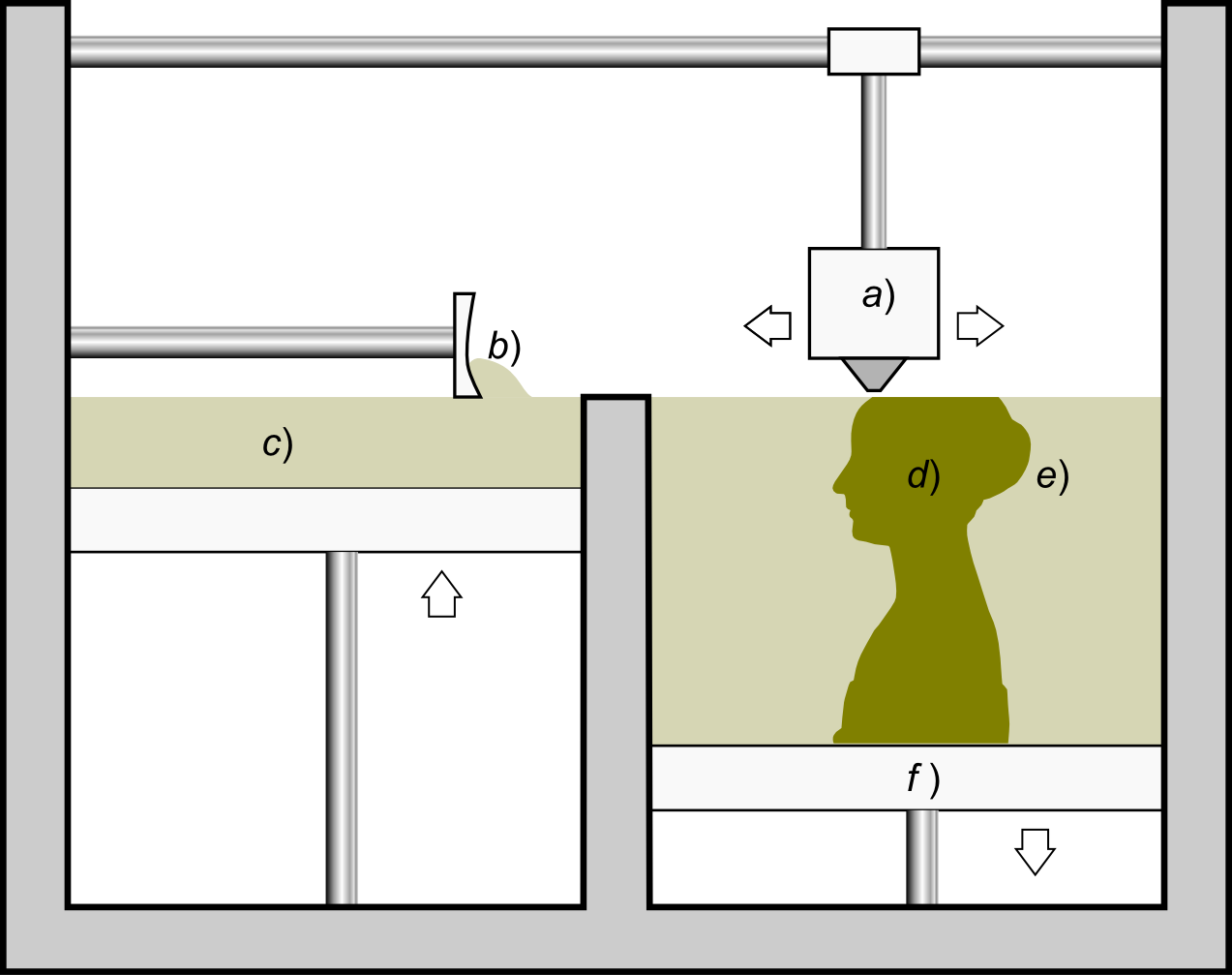
Schematische Darstellung der Binder Jetting Anlage.

Die Binder Jetting Anlage besteht aus einem Beschichter b) der aus dem Pulvertank c) einen Vorrat an Pulver holt und dieses in einer dünnen Schicht auf den Maschinentisch f) aufträgt. Aus einem oder mehreren beweglichen Druckköpfen a) wird das flüssige Bindemittel in Form von kleinen Tröpfen auf das Pulverbett geschossen und führt zum Verkleben oder Kristallisieren der einzelnen Pulverkörner und erzeugt damit die Schichten des Bauteils d). Der Maschinentisch verfährt im Formkasten e) immer um eine Schicht nach unten, das Bauteil wird nach oben hin aufgebaut.
Die Druckköpfe, die das Bindemittel auftragen, funktionieren ähnlich denen eines Tintenstrahldruckers. Das Ausbringen der Tröpfchen wird durch Hitze oder mechanisch durch Stößel genau kontrolliert.

## Werkstoffe
Theoretisch sind alle Werkstoffe verwendbar, solange sie mit dem Bindemittel verklebt werden können. Am weitesten verbreitet sind Verfahren mit Pulver auf Basis von Sand, Metall, Polymer oder Gips. Darüber hinaus lassen sich auch Keramik, Zellulose, Lebensmittel oder temperaturempfindliche Stoffe wie Arzneimittel verarbeiten.
Als Bindemittel lassen sich zahlreiche Stoffe verwenden, z. B. welche, die auf Wasser basieren, Kunstharz oder lebende Zellen. Durch Hinzugabe von Farbe in das Bindemittel oder den Auftrag farbiger Tinte ist sogar die Herstellung mehrfarbiger Bauteile möglich.

Grundsätzlich müssen die Pulver auch nicht in jeder Schicht identisch sein. Außerdem ist es möglich, innerhalb eines einzelnen Werkstücks verschiedene Bindemittel zu verwenden und so Bereiche mit unterschiedlichen mechanischen Eigenschaften zu erzeugen.

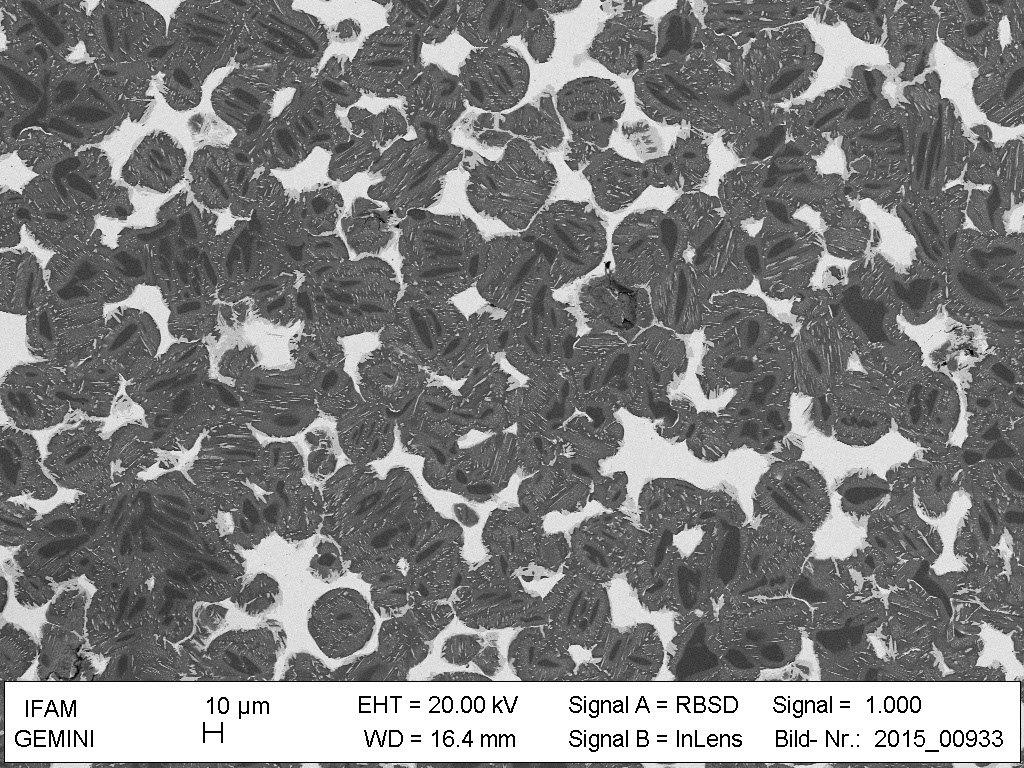
Komposit aus Ti-6Al-4V und Silber, hergestellt mittels Binder Jetting und Infiltration, REM-Aufnahme des Gefüges

Mittels Binder Jetting und anschließendem Sintern können nicht nur massive metallische und keramische Bauteile, sondern auch Metallmatrix-Verbundwerkstoffe (metal matrix composites – MMC) gefertigt werden.

## Verfahren

### Binder Jetting von Metall
Beim Binder Jetting von Metall werden metallische Pulver als Werkstoff eingesetzt, um mittels nachgeschalteter Prozessschritte Metallbauteile herzustellen. Verbreitet sind die Edelstahllegierungen 316L und 17–4 PH sowie Titan-Legierung.
Das Rohmaterial ist vergleichbar mit Metallpulvern aus dem Metallpulverspritzguss oder es ist gleich das Pulver aus dem Verfahren verwendbar. Es wird ein Gemisch aus Wasser und Polymeren als Bindemittel mittels Druckkopf auf das Pulverbett aufgetragen. Mittels Kapillarkräfte wird das Wasser in die Räume zwischen den Pulverpartikeln gezogen und gleichmäßig verteilt. Durch mehrfache Wärmeeinbringung in einer Schicht, wird das Metallpulver vor dem Bindemittelauftrag aufgewärmt und danach getrocknet. Zum Abschluss des Druckprozesses wird noch einmal der gesamte Pulverkuchen in der Maschine erwärmt und das verdruckte Bindemittel ausgehärtet. Das Ergebnis des Druckprozesses ist ein Grünteil, welches in nachfolgenden Prozessschritten zunächst vom Bindemittel befreit werden muss und nachfolgend die Pulverpartikel zu einem soliden Gefüge verdichtet werden müssen.
Die folgenden Prozessschritte schließen sich nach dem Druckprozess an: Die Entpulverung, die Vorbereitung für das Sintern mit Sintersupports, die erste Wärmebehandlung zum Austreiben des Bindemittels zu einem Braunteil und die zweite Wärmebehandlung zum Versintern der Metallpartikel zum Bauteil, sowie abschließend das Entfernen der Sintersupports.
Das Entpulvern der Bauteile ist meist ein manueller Prozess, der durch das besonders feine Pulver erschwert wird. Insbesondere kleine Kavitäten sind aufwendig zu bearbeiten. Durch die geringe Festigkeit der Grünteile und der hohen Stabilität des Pulverkuchens ist eine manuelle Bearbeitung oftmals notwendig und eine Automatisierung nur bei voluminöseren Bauteilen umsetzbar.
Das Aushärten durch Austreiben des Bindemittels und das Versintern der Metallpartikel können in einem Ofen gemacht werden. Da für das Aushärten geringe Anforderungen an die Wärmebehandlung gestellt werden, kann dies auch in einem günstigeren Ofen geschehen. Beim Versintern wird das Material bis knapp unter den Schmelzpunkt erhitzt, was höhere Temperaturen und eine genaue Prozesskontrolle erfordert. Während des Sinterprozesse schrumpft das Bauteil stark zusammen, was eine entsprechende Skalierung des Grünteils erfordert.
Zur Erzielung noch besserer mechanischer Eigenschaften können die gesinterten Bauteile mit Verfahren wie Heiß-Isostat-Pressen (HIP) nachbehandelt werden. Alternativ zum Dichtsintern besteht die Möglichkeit, die gedruckten Bauteile zu entbindern, anzusintern und mit Schmelzen zu infiltrieren.

### Binder Jetting von Polymeren
Beim Binder Jetting von Polymeren wird Pulver aus PMMA verwendet, um Feingussmodelle herzustellen, die in Folgeprozessen abgeformt werden, um Metallteile herzustellen. Um Gebrauchsteile zu erhalten, werden die Bauteile anschließend mit Epoxidharz oder Acryl infiltriert, um höhere Festigkeiten zu erzielen. Anschließend sind Weiterbearbeitung wie beispielsweise mittels Schleifen oder Fräsen möglich.
Darüber hinaus gibt es Verfahren, bei denen mit Pulver aus Polyamid Kunststoffbauteile hergestellt werden. Der Hersteller HP hat ein Verfahren entwickelt, bei dem die Druckköpfe auf einem Schlitten über dem Pulverbett angeordnet sind; die Druckköpfe werden nur auf einer Achse bewegt. An den Druckschlitten sind neben den Druckköpfen Wärmeelemente installiert, die das Pulverbett erhitzen. Nach der Beschichtung der neuen Pulverschicht fährt der Druckschlitten in zwei Fahrten über das Pulverbett. Bei der ersten Fahrt wird das Pulver vorgeheizt und gleichzeitig das Bindemittel aufgetragen. Bei der zweiten Fahrt führt der Binder zu einer Verbindung der Pulverpartikel. Zusätzlich wird neben dem eigentlichen Bindemittel ein weiteres „Detaillierungsmittel“ aufgetragen, das die Verbindung des Pulvers reduziert oder verstärkt. Damit lassen sich gleichmäßigere Bauteiloberflächen erzielen.
Nach dem Binder Jetting kommt der Formkasten mit den Bauteilen und dem Pulver in eine Auspackstation, wo diese erst abkühlen und die Bauteile anschließend entpulvert werden. Das Pulver wird anschließend einer und Aufbereitung zugeführt.

### Binder Jetting von Gips
Das Pulver beim Binder Jetting von Gips kann ein Gemisch von Gips und Keramik, Gips und Kunstharz oder Stärke sein. Das Bindemittel ist eine Substanz auf Wasserbasis. Aus Stärke oder Gips werden Anschauungsmodelle gefertigt, diese können anschließend noch infiltriert werden, um höhere Festigkeiten zu erhalten. Es können durch die Infiltration auch spezielle Eigenschaften, wie beispielsweise Gummi ähnliches Verhalten, erzielt werden. Aus den Komposit-Materialien werden Feingussformen erzeugt, die abgeformt werden, um metallische Bauteile zu erhalten. Mehrfarbige Bauteile werden durch Vierfarbdruck erreicht. Wie auch im Tintenstrahldrucker, werden durch die Kombination von den Farben Cyan, Magenta, Gelb und Schwarz (CMYK) bunte Farben erzeugt. Dazu haben die Anlagen vier Druckköpfe, in denen der Binder entsprechend eingefärbt ist.

### Binder Jetting von Sand
Beim Binder Jetting von Sand, bilden die Werkstoffe Gießereisand oder Quarzsand die Basis. Dazu wird ein anorganisches Bindemittel auf Natriumsilikatbasis angewendet. Im Prozess wird zunächst im Mischer der Sand mit einem Härter vermischt, anschließend trägt der Beschichter die nächste Schicht aus noch feuchtem Sand auf. Der Druckkopf druckt dann den zwei Komponenten Binder auf und verbindet die Sandpartikel. Nach dem Prozess wird in einer Auspackstation der lose Sand abgesaugt und die Grünteile in einem Ofen ausgehärtet. Die ausgehärteten Bauteile werden durch abpinseln oder abpusten abschließend von Anhaftungen befreit. Die Bauteile werden als verlorene Gießformen oder -kerne verwendet.

## Vor- und Nachteile
Bei einigen Binder Jetting-Verfahren ist, ähnlich wie beim Lasersintern, kein Stützmaterial nötig, da das Werkstück während des Produktionsvorgangs vom Pulver getragen wird.
Die Festigkeit der Bauteile wird wesentlich vom Bindemittel bestimmt und liegt in der Regel unterhalb der Festigkeiten massiver metallischer oder keramischer Bauteile. Bei Verwendung keramischer oder metallischer Pulver besteht jedoch die Möglichkeit, das Bindemittel nach dem Druckprozess zu entfernen und die Bauteile dicht zu sintern. Dabei kommt es – analog zu anderen pulvertechnologischen Verfahren – zu einem Volumenschrumpf, der bei der Konstruktion des gedruckten Bauteils berücksichtigt werden muss. Es sind Bauteile fertigbar, die in ihren mechanischen Eigenschaften mit anderen, pulvertechnologisch gefertigten, dicht-gesinterten Bauteilen vergleichbar sind.